# Cung điện Pataudi
Cung điện Pataudi, hay Ibrahim Kothi, là một cung điện của gia tộc từng cầm quyền Pataudi ở thị trấn Pataudi của quận Gurgaon (nay là quận Gurugram) thuộc bang Haryana, Ấn Độ. 
Công trình được chuyển từ nawab cầm quyền cuối cùng, Iftikhar Ali Khan, cho con trai Mansoor Ali Khan, nawab cuối cùng được công nhận trên danh nghĩa. Hiện tại nó nằm dưới sự sở hữu của con trai ông là Saif Ali Khan, trưởng nam của gia tộc Pataudi.
Theo yêu cầu của Iftikhar Ali Khan (1910-1952), Nawab thứ 8 của Pataudi, tòa nhà được Robert Tor Russell thiết kế theo phong cách của các biệt thự thời thuộc địa của Đế quốc Delhi (1888-1972) với sự hỗ trợ bởi Karl Malte von Heinz.
Nhiều bộ phim tiếng Hindi đã được quay trong cung điện này.
Nó đã bị thu hồi bởi nam diễn viên Saif Ali Khan, con trai của Nawab cuối cùng vào năm 2014 và tính đến tháng 7 năm 2015, cung điện vẫn đóng cửa để cải tạo. Việc cải tạo đã hoàn thành nhanh chóng và gia đình Pataudi ở trong cung điện vào những mùa đông.
Gần cung điện là Akbar Manzil là một công trình được xây dựng sau năm 1857 làm nơi cư trú chính thức của Nawab thời ấy. Sau đó, nó được chuyển đổi thành một kachehri (khu phức hợp tư pháp), và hiện tại được sử dụng như một godown (cửa hàng).